# صلاة سرية
الصلاة السرية في الإسلام هي التي يقرأ فيها الإمام في صلاة الجماعة القرآن الكريم بصوت لا يسمعه الناس، ويسر المصلي فيها؛ لأن النبي محمد ﷺ كان يسر فيها، وعلى المصلي أن يفعل ما فعله الرسول ﷺ؛ لقول الله : ﴿لقد كان لكم في رسول الله أسوة حسنة﴾ [الأحزاب:21]، ولأنه عن أَبُو سُلَيْمَانَ مَالِكُ بْنُ الْحُوَيْرِثِ أن رسول الله ﷺ قال: «صَلُّوا كَمَا رَأَيْتُمُونِي أُصَلِّي، فَإِذَا حَضَرَتِ الصَّلاةُ، فَلْيُؤَذِّنْ لَكُمْ أَحَدُكُمْ، وَلْيَؤُمَّكُمْ أَكْبَرُكُمْ» صحيح البخاري.
الحد الأدنى للسر تحريك اللسان بالقراءة، وحده الأعلى أن يسمع نفسه فقط.

النساء عند جمهور أهل العلم صلاتها كُلها سرية، يقول محمد بن عبد الله الخرشي في شرحه لمختصر خليل المالكي: 
.

## الصلوات السرية المفروضة
1. صلاة الظهر.
2. صلاة العصر.

ويوجد أيضاً ركعات سرية في بعض الصلوات الجهرية المفروضة، وهي:
1. الركعة الثالثة من صلاة المغرب.
2. الركعتان الثالثة والرابعة من صلاة العشاء.

## وصلات خارجية
- مواضع الجهر والإسرار في الصلاة للإمام والمأموم والمنفرد ـ إسلام ويب ـ مركز الفتوى
- الأدلة على الجهر والإسرار في الصلوات الخمس - الإسلام سؤال وجواب